# نقص الهيالورونيداز
نقص الهيالورونيداز (بالإنجليزية: Hyaluronidase deficiency)‏ ويُسمى أيضاً داء عديد السكاريد المخاطي نمط 9 (بالإنجليزية: mucopolysaccharidosis type IX)‏، هي حالة تحدث بسبب طفرة في HYAL1، ويتميز بوجود كتل متعددة في الأنسجة الرخوة.:544